# Wirtualny Sztetl
Wirtualny Sztetl (ang. Virtual Shtetl) – portal o historii Żydów na ziemiach polskich, multimedialny projekt Muzeum Historii Żydów Polskich Polin.
Portal rozpoczął działalność w 2009 r., a następnie był rozwijany przez Stowarzyszenie Żydowski Instytut Historyczny. W czerwcu 2012 r. Stowarzyszenie przekazało portal Muzeum Historii Żydów Polskich. Pomysłodawcą i pierwszym koordynatorem projektu był Albert Stankowski. W 2017 r. portal przeszedł gruntowną modernizację, zmieniając całkowicie swoją szatę graficzną. Pojawiły się nowe działy m.in. baza genealogiczna i historia mówiona.
Wirtualny Sztetl stanowi najobszerniejszy zbiór opracowań na temat historii lokalnych społeczności żydowskich, uwzględniający informacje o losach Żydów polskich i ich dziedzictwa kulturowego po II wojnie światowej. Zawiera on opisy historii około 1600 miejscowości w Polsce i krajach sąsiednich, ponad 78 000 stron tekstów, blisko 50 000 współczesnych i archiwalnych zdjęć, a także ponad 1000 nagrań audio i wideo. W 2018 roku portal Wirtualny Sztetl zdobył wyróżnienie w najważniejszym polskim konkursie muzealniczym - Konkursie na Wydarzenie Muzealne Roku "Sybilla".

## Działalność
Wirtualny Sztetl jest platformą historyczną, udostępniającą opisy dziejów społeczności żydowskiej w Polsce, prezentującą materiały współczesne i archiwalne (np. dokumenty, plany miast, pamiątki, zdjęcia oraz nagrania). Portal jest łącznikiem między nowym i starym podejściem do uprawiania nauki i działalności edukacyjnej. Pokazuje nie tylko historię żydowskich miasteczek, ale również ich kontekst współczesny. Służy promocji wiedzy i działań na rzecz dziedzictwa żydowskiego. Stanowi także źródło informacji o bieżących projektach mających na celu przywracanie pamięci o 3,5-milionowej społeczności Żydów polskich oraz ochronę i popularyzację jej dziedzictwa. Wirtualny Sztetl odpowiada idei ogólnodostępnego, otwartego „muzeum bez murów”, które stanowi dopełnienie tradycyjnych form edukacji kulturalnej i pozwala twórczo angażować zwiedzających w tworzenie wirtualnej ekspozycji.
.
Wirtualny Sztetl jest dostępny w czterech wersjach językowych: polskiej, angielskiej, niemieckiej i hebrajskiej. Obraz historii i relacji polsko-żydowskich został zbudowany dzięki wysiłkowi wielu instytucji, organizacji i osób prywatnych. Źródłem informacji był m.in. portal Polin Fundacji Ochrony Dziedzictwa Żydowskiego, JRI Poland, a także portal społeczności lokalnej jewish.org.pl. Wirtualny Sztetl skorzystał z doświadczeń takich projektów internetowych jak: izrael.badacz.org i Diapozytyw (Instytut Adama Mickiewicza), jak również czerpie z wieloletniej współpracy Muzeum Historii Żydów Polskich z Żydowskim Instytutem Historycznym.